# Marène
Cet article court présente un sujet plus développé dans plusieurs articles dérivés.
Pour la commune italienne, voir Marene.
Pour les articles ayant des titres homophones, voir Marennes et Marraine.
Ne doit pas être confondu avec les murènes.
Le terme « marène » est un nom vernaculaire ambigu en français, pouvant désigner plusieurs espèces différentes de poissons salmoniformes, à savoir des corégones :
- le Corégone blanc, Petite marène, Marène ou Vendace (Coregonus albula)[1],[2],[3],[4] ;
- la Grande marène (en) (C. maraena)[5],[6].

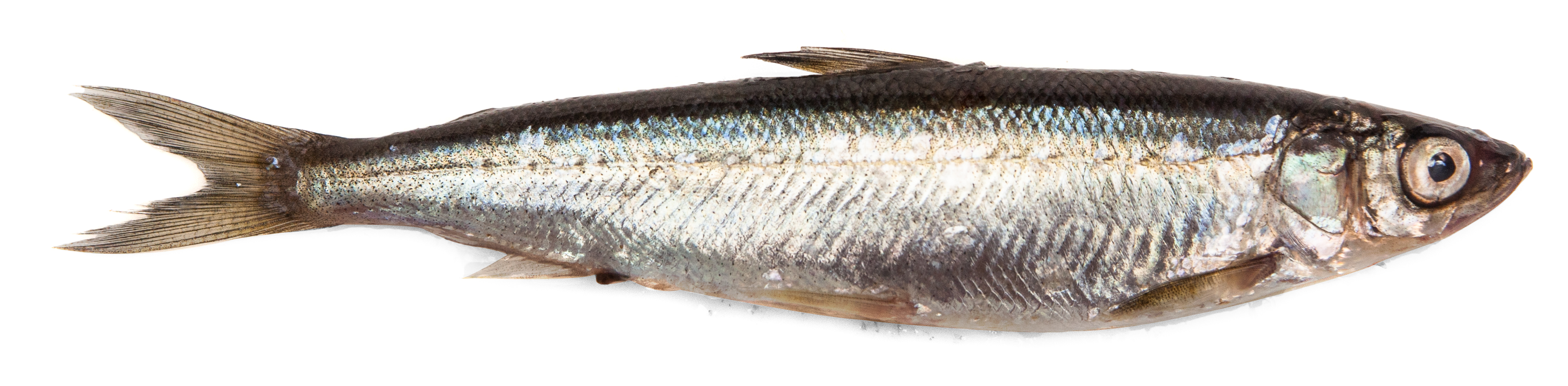
Corégone blanc (Coregonus albula)
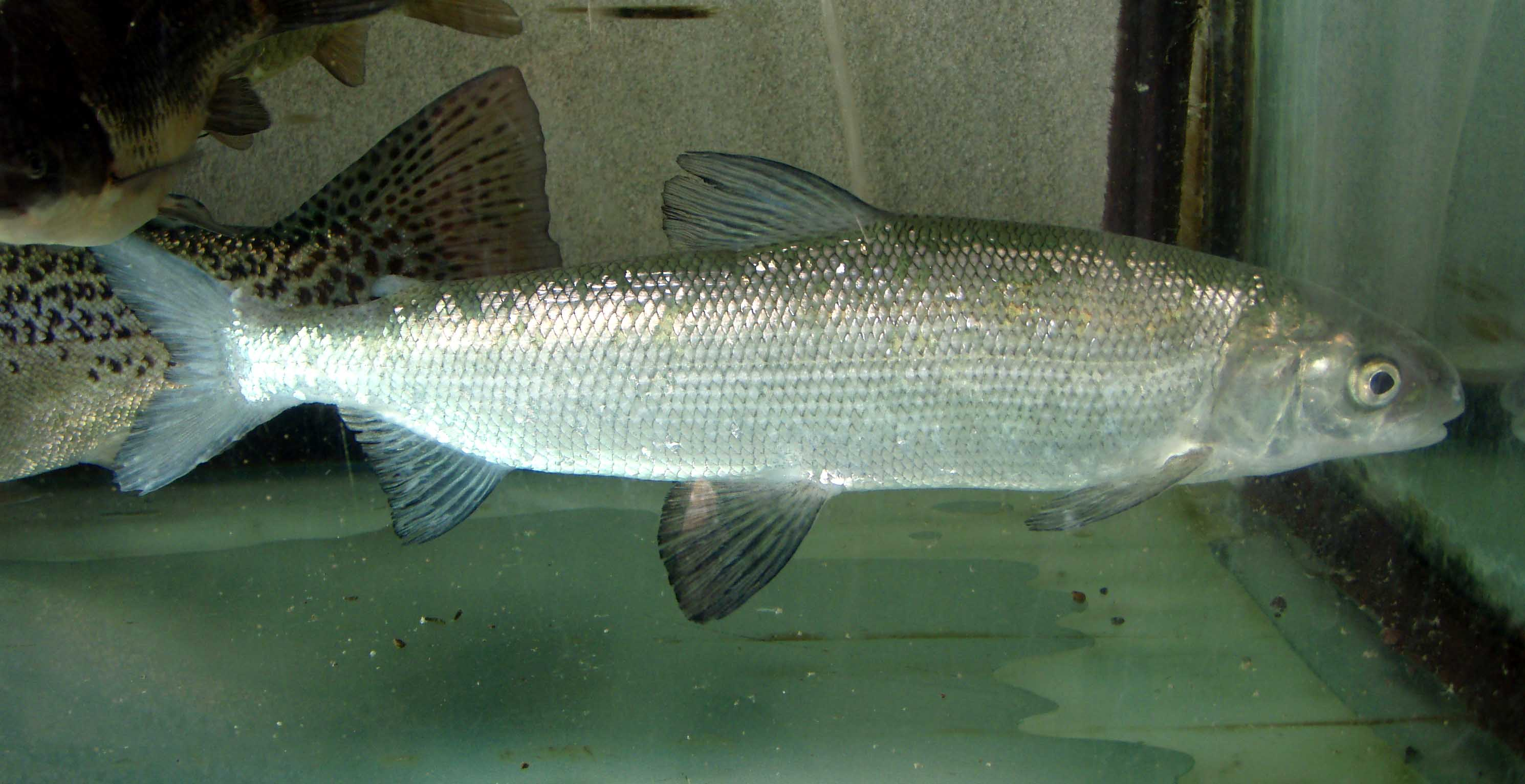
Grande marène (C. maraena)